# Мертлвуд (Алабама)
Мертлвуд (енгл. Myrtlewood) град је у америчкој савезној држави Алабама. По попису становништва из 2010. у њему је живело 130 становника.

## Демографија
Према попису становништва из 2010. у граду је живело 130 становника, што је 9 (6,5%) становника мање него 2000. године.
| Група             | 2000.       | 2010.       |
| Белци             | 110 (79,1%) | 107 (82,3%) |
| Афроамериканци    | 29 (20,9%)  | 18 (13,8%)  |
| Азијати           | 0 (0,0%)    | 0 (0,0%)    |
| Хиспаноамериканци | 1 (0,7%)    | 4 (3,1%)    |
| Укупно            | 139         | 130         |